# 1000-km-Rennen von Spa-Francorchamps 1966
Das erste 1000-km-Rennen von Spa-Francorchamps, auch Grand Prix de Spa, Circuit National de Francorchamps, fand am 22. Mai 1966 auf dem Circuit de Spa-Francorchamps statt und war der fünfte Wertungslauf der Sportwagen-Weltmeisterschaft dieses Jahres.

## Vor dem Rennen
1966 etablierte sich neben dem seit 1924 ausgefahrenen 24-Stunden-Rennen von Spa-Francorchamps ein zweites Langstreckenrennen für Sportwagen auf dem Circuit de Spa-Francorchamps. Zwar wurde seit 1963 ein 500-km-Rennen veranstaltet; dieses war aber in erster Linie GT-Fahrzeugen vorbehalten. Die Rennen auf der 14-km-Strecke gehörten zu den schnellsten Sportwagenrennen der Motorsportgeschichte. 1966 benötigten die Sieger Mike Parkes und Ludovico Scarfiotti auf ihrem Ferrari 330P3 4:43:24,000 Stunden, um 1001,100 km zurückzulegen. Das entsprach einem Schnitt von 211,948 km/h. Zum Vergleich brauchten die Gesamtsieger des 1000-km-Rennen auf dem Nürburgring, Joakim Bonnier und Phil Hill auf einem Chaparral 2D, 6:58:47,600 Stunden für die 1000-km-Distanz. Auch in Le Mans war das Siegerteam langsamer. Bruce McLaren und Chris Amon im Ford GT40 hatten einen Siegerschnitt von 201,795 km/h.
Wie schnell Sportwagen in den 1960er-Jahren bewegt wurden, zeigt auch ein Vergleich mit der Formel 1 dieser Zeit. Beim Großen Preis von Belgien 1966 erzielte John Surtees im Training auf einem Ferrari 312/66 eine Zeit von 3:38,000, was einem Schnitt von 232,844 km/h entsprach. Im Training zum 1000-km-Rennen war Mike Parkes mit einer Zeit von 3:47.400 nur um ca. neun Sekunden langsamer.

## Das Rennen
Das Rennen brachte einen Sieg der Scuderia Ferrari durch Parkes und Scarfiotti vor den beiden Ford-GT40-Teams John Whitmore/Frank Gardner und Peter Revson/Skip Scott. Für Porsche gab es einen Totalausfall. Nachdem man einen Porsche 906 durch einen Unfall schon im Training verloren hatte, fielen die beiden restlichen Werkswagen auch im Rennen aus.

## Ergebnisse

### Schlussklassement
| 1               | P + 2.0 | 1  | SpA Ferrari SEFAC          | Mike Parkes Ludovico Scarfiotti          | Ferrari 330P3        | 71 |
| 2               | P + 2.0 | 4  | Alan Mann Racing           | John Whitmore Frank Gardner              | Ford GT40 Mk.II      | 70 |
| 3               | P + 2.0 | 42 | Essex Wire Corporation     | Peter Revson Skip Scott                  | Ford GT40            | 69 |
| 4               | S + 2.0 | 40 | Peter Sutcliffe            | Peter Sutcliffe Brian Redman             | Ford GT40            | 68 |
| 5               | S + 2.0 | 44 | F. English Racing Ltd.     | Chris Amon Innes Ireland                 | Ford GT40            | 67 |
| 6               | P 2.0   | 12 | Maranello Concessionaires  | Richard Attwood Jean Guichet             | Ferrari Dino 206S    | 67 |
| 7               | S + 2.0 | 49 | Epstein Enterprises Ltd.   | Paul Hawkins Jackie Epstein              | Ferrari 250LM        | 65 |
| 8               | S + 2.0 | 52 | Ecurie Francorchamps       | Gustave Gosselin Eric de Keyn            | Ferrari 250LM        | 65 |
| 9               | P 1.3   | 22 | Societé Automobiles Alpine | Roger Delageneste Jacques Patte          | Alpine A210          | 60 |
| 10              | P 1.3   | 21 | Societé Automobiles Alpine | Mauro Bianchi Jean Vinatier              | Alpine A210          | 57 |
| 11              | P 1.3   | 19 | Donald Healey Motor Co.    | John Harris Mike Garton                  | Austin-Healey Sprite | 55 |
| 12              | GT 2.0  | 59 | British Motor Co.          | Julien Vernaeve Andrew Hedges            | MGB                  | 55 |
| 13              | P 1.3   | 20 | Donald Healey Motor Co.    | Alec Poole John Harris                   | Austin-Healey Sprite | 55 |
| 14              | S 1.6   | 62 | Elan Sweden                | Steffan Wahlström Per Brandström         | Lotus Elan           | 53 |
| 15              | S 2.0   | 55 | Racing Team Holland        | Gijs van Lennep David van Lennep         | Porsche 906          | 51 |
| 16              | GT 5.0  | 48 | Mike Merrick               | John Harper Mike Merrick                 | Jaguar E-Type        | 47 |
| Ausgefallen     |         |    |                            |                                          |                      |    |
| 17              | GT 1.6  | 65 |                            | Jean-Marie Pierson Camille Demoulin      | Alfa Romeo GTA       |    |
| 18              | P 1.6   | 17 | Pierre Bonvoisin           | Pierre Bonvoisin Gerard Gonthier         | Apal                 |    |
| 19              | S + 2.0 | 5  | Ecurie Cinquante Cinq      | Tony Settember Ed Freutel                | Shelby Cobra         |    |
| 20              | P + 2.0 | 8  | Ecurie Francorchamps       | Lucien Bianchi Jean Blaton               | Ferrari 365P2        |    |
| 21              | P + 2.0 | 9  | David Piper                | David Piper Mike Salmon                  | Ferrari 365P2        |    |
| 22              | P 2.0   | 11 | Porsche System Engineering | Hans Herrmann Dieter Glemser             | Porsche 906E         |    |
| 23              | P 2.0   | 25 | Matra Sports               | Alan Rees Johnny Servoz-Gavin            | Matra MS620          |    |
| 24              | S + 2.0 | 41 | Scuderia Filipinetti       | Herbert Müller Willy Mairesse            | Ford GT40            |    |
| 25              | S + 2.0 | 43 | Essex Wire Corporation     | David Hobbs Jochen Neerpasch             | Ford GT40            |    |
| 26              | GT 5.0  | 47 | Sunbeam Racing Belgium     | Vic Heylen Chris Tuerlinx                | Sunbeam Tiger        |    |
| 27              | S + 2.0 | 50 | Peter Clarke               | Mark Konig Peter Clarke                  | Ferrari 250LM        |    |
| 28              | S 2.0   | 54 | Porsche System Engineering | Gerhard Koch Udo Schütz                  | Porsche 906          |    |
| 29              | S 2.0   | 57 | AFN                        | Jimmy Blumer Mike De Udy                 | Porsche 906          |    |
| 30              | S 1.6   | 60 | Squadra Foitek             | Andreas Eichhorn Rico Steinemann         | Lotus Elan           |    |
| 31              | GT 2.0  | 66 |                            | Eddy Doseray Jacques Thenaers            | Porsche 911          |    |
| Nicht gestartet |         |    |                            |                                          |                      |    |
| 32              | P 2.0   | 10 | Porsche System Engineering | Gerhard Mitter Peter Nöcker              | Porsche 906          | 1  |
| 33              | S + 2.0 | 46 | Nickolas Granville-Smith   | Nickolas Granville-Smith Patrick McNally | Shelby Cobra         | 2  |
| 34              | S + 2.0 | 51 | Ecurie Francorchamps       | Pierre Noblet Léon Dernier               | Ferrari 250LM        | 3  |
| 35              | S 2.0   | 53 | Basilisk                   | Hans Kühnis Heini Walter                 | Porsche 906          | 4  |

1 Unfall im Training
2 Motorschaden im Training
3 nicht gestartet
4 nicht gestartet

### Nur in der Meldeliste
Hier finden sich Teams, Fahrer und Fahrzeuge, die ursprünglich für das Rennen gemeldet waren, aber aus den unterschiedlichsten Gründen daran nicht teilnahmen.
| Pos. | Klasse  | Nr. | Team                       | Fahrer                              | Chassis                   |
| ---- | ------- | --- | -------------------------- | ----------------------------------- | ------------------------- |
| 36   | P 1.6   |     | ÖASC                       | "Baki" Peter Peter                  | Lotus Elan                |
| 37   | P + 2.0 | 2   | Chaparral Cars             | Jim Hall Phil Hill                  | Chaparral 2D              |
| 38   | P + 2.0 | 4   | Ford                       |                                     | Ford GT40 Mk.IV           |
| 39   | P + 2.0 | 6   | Bizzarrini Prototipi       | Edgar Berney                        | Bizzarrini GT Strada 5300 |
| 40   | P + 2.0 | 7   | SpA Ferrari SEFAC          | Mike Parkes Ludovico Scarfiotti     | Ferrari 330P3             |
| 41   | P 2.0   | 12  |                            |                                     | Porsche 906               |
| 42   | P 2.0   | 14  |                            | Michel Weber Mário de Araújo Cabral | Lotus 23                  |
| 43   | P 1.6   | 15  | George Drummond            | Rollo Fielding George Drummond      | De Tomaso Vallelunga      |
| 44   | P 1.6   | 16  |                            | Gustave Gosselin                    | Alfa Romeo Giulia TZ2     |
| 45   | P 1.6   | 18  | Gustav Schlup              | Gustav Schlup                       | Elva Mk.7                 |
| 46   | P 1.3   | 23  | Societé Automobiles Alpine |                                     | Alpine A210               |
| 47   | P 1.3   | 24  | Societé Automobiles Alpine |                                     | Alpine A210               |
| 48   | S + 2.0 | 45  | John Sparrow               | Neil Dangerfield                    | Shelby Cobra              |
| 49   | S + 2.0 | 51  | Ecurie Francorchamps       | Pierre Noblet Léon Dernier          | Ferrari 250LM             |
| 50   | S 2.0   | 56  | Racing Team Holland        | Wim Loos Gijs van Lennep            | Porsche 906               |
| 51   | S 2.0   | 58  | Charles Vögele             | Charles Vögele                      | Porsche 906               |
| 52   | S 1.6   | 61  |                            | Björn Svensson Kjell Lindgren       | Lotus Elan                |
| 53   | S 1.6   | 63  | Autodelta                  |                                     | Alfa Romeo Giulia TZ2     |
| 53   | S 1.6   | 63  | Autodelta                  |                                     | Alfa Romeo Giulia TZ2     |

### Klassensieger
| Klasse  | Fahrer            | Fahrer              | Fahrzeug          | Platzierung im Gesamtklassement |
| ------- | ----------------- | ------------------- | ----------------- | ------------------------------- |
| P + 2.0 | Mike Parkes       | Ludovico Scarfiotti | Ferrari 330P3     | Gesamtsieg                      |
| P 2.0   | Richard Attwood   | Jean Guichet        | Ferrari Dino 206S | Rang 6                          |
| P 1.3   | Roger Delageneste | Jacques Patte       | Alpine A210       | Rang 9                          |
| S + 2.0 | Peter Revson      | Skip Scott          | Ford GT40         | Rang 3                          |
| S 2.0   | Gijs van Lennep   | David van Lennep    | Porsche 906       | Rang 15                         |
| S 1.6   | Steffan Wahlström | Per Brandström      | Lotus Elan        | Rang 14                         |
| GT 5.0  | John Harper       | Michael Merrick     | Jaguar E-Type     | Rang 16                         |
| GT 2.0  | Julien Vernaeve   | Andrew Hedges       | MGB               | Rang 12                         |

### Renndaten
- Gemeldet: 53
- Gestartet: 31
- Gewertet: 16
- Rennklassen: 8
- Zuschauer: unbekannt
- Wetter am Renntag: heiß, trocken und windig
- Streckenlänge: 14,100 km
- Fahrzeit des Siegerteams: 4:43:24,000 Stunden
- Gesamtrunden des Siegerteams: 71
- Gesamtdistanz des Siegerteams: 1001,100 km
- Siegerschnitt: 211,948 km/h
- Pole Position: Mike Parkes – Ferrari 330P3 (#1) – 3:47,400 = 223.219 km/h
- Schnellste Rennrunde: Mike Parkes – Ferrari 330P3 (#1) – 3:46,400 = 224.205 km/h
- Rennserie: 5. Lauf zur Sportwagen-Weltmeisterschaft 1966